# Galeodes limitatus
Galeodes limitatus är en spindeldjursart som först beskrevs av Roewer 1960.  Galeodes limitatus ingår i släktet Galeodes och familjen Galeodidae. Inga underarter finns listade i Catalogue of Life.